# Lessing-Übersetzerpreis
Der Lessing-Übersetzerpreis (jap. レッシング翻訳賞; Resshingu Honyakushō) wurde seit 1998 von der Deutschen Botschaft in Tokio für Übersetzungen aus dem Deutschen ins Japanische verliehen. Er war mit 5.000 Euro dotiert und galt als eine wichtige Institution in den deutsch-japanischen Kulturbeziehungen.

## Preisträger
- 1998: Hiroshi Hasegawa – Übersetzung von G. W. F. Hegel: Phänomenologie des Geistes
- 1999: Yoshiaki Uchida – Übersetzung von Max Weber: Das antike Judentum
- 2000: Tatsuji Iwabuchi – Übersetzung von  Bertolt Brecht: Sämtliche Stücke
- 2001: Yasuo und Teruko Ishimitsu – Übersetzung von Friedrich Kittler: Grammophon Film Typewriter
- 2002: Kenichi Nishikawa – Übersetzung von Marcel Reich-Ranicki: Mein Leben
- 2003: Hitoko Suzuki – Übersetzung von W. G. Sebald: Austerlitz
- 2004: Yasuo Baba, Takahiro Uemura, Atsuhito Eguchi – Übersetzung von Niklas Luhmann: Das Recht der Gesellschaft
- 2005: Kazuhiko Tamura – Übersetzung von Klaus Theweleit: Männerphantasien
- 2006: Kyōko Hirano – Übersetzung von Walter Moers: Die 13½ Leben des Käpt’n Blaubär[1]
- 2007: Takayoshi Aoki – Übersetzung von Hannah Arendt: Denktagebuch 1950-1973
- 2008: Hirotaka Hasegawa – Übersetzung von Theodor Mommsen: Römische Geschichte
- 2009: Shinichi Muraoka, Kazuyuki Hosomi und Ken Kosuda – Übersetzung von Franz Rosenzweig: Der Stern der Erlösung